# 特雷茲內亞鄉

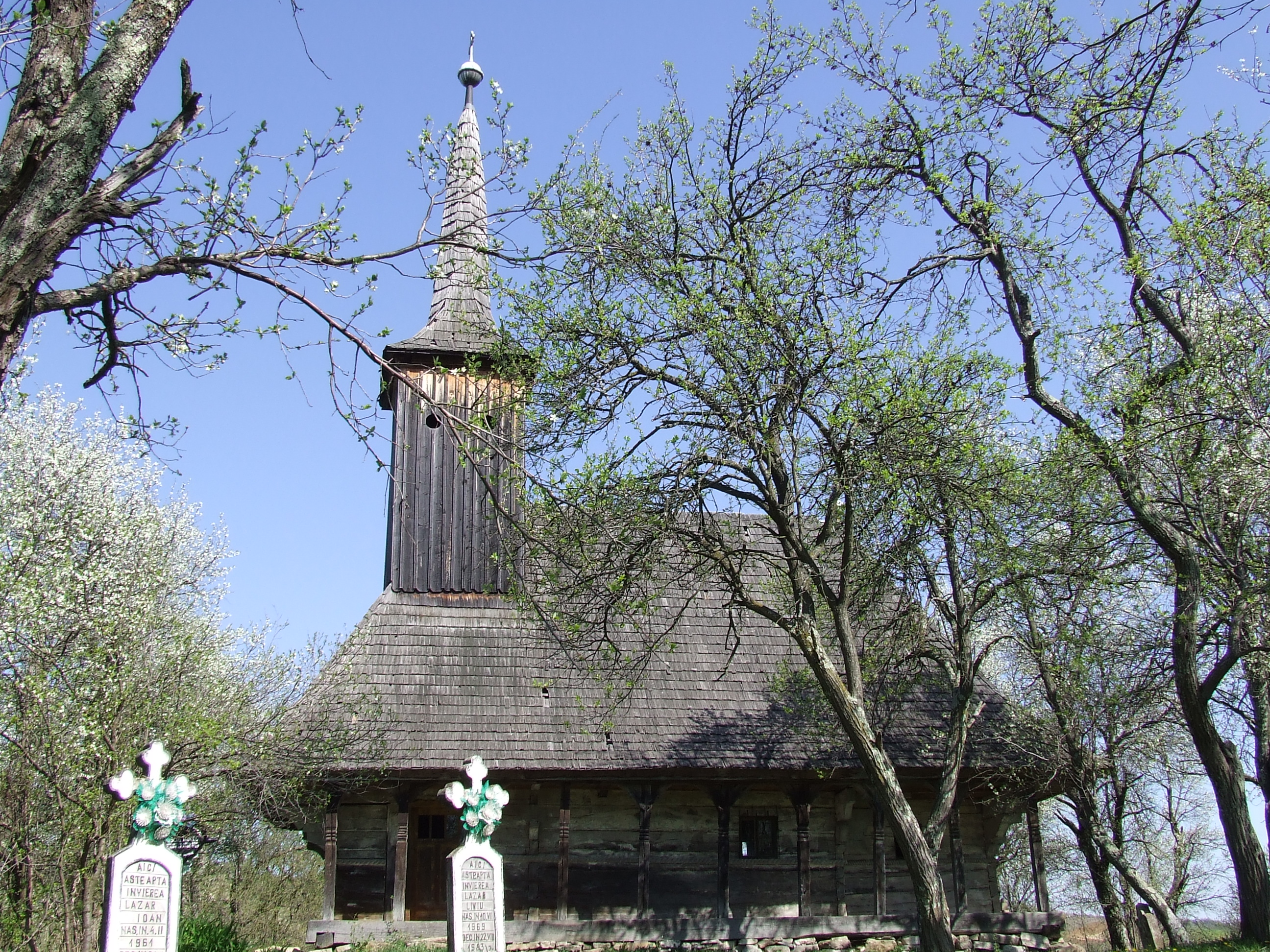

47°06′20″N 23°06′29″E / 47.10556°N 23.10806°E
特雷茲內亞鄉（羅馬尼亞語：Comuna Treznea, Sălaj），是羅馬尼亞的鄉份，位於該國西北部，由瑟拉日縣負責管轄，面積37平方公里，海拔高度412米，2007年人口993，人口密度每平方公里27人。